# François Persoons
François Jean Ghislain Persoons (Profondeville, 28 mei 1925 - Sint-Lambrechts-Woluwe, 8 mei 1981) was een Belgisch politicus voor de PSC en het FDF.

## Levensloop
Persoons was doctor in de rechten en licentiaat in de economische wetenschappen. Hij werd advocaat aan de balie van Brussel en vervolgens bankkaderlid bij de Bank van Brussel.
Van 1950 tot 1952 was hij bovendien ambtenaar bij de Nationale Bank van België en hij was ook docent aan het Facultés universitaires catholiques van Bergen. Tevens was hij van 1953 tot 1954 kabinetschef bij minister Jean Duvieusart en van 1958 tot 1959 van premier Gaston Eyskens. Bovendien was hij van 1952 tot 1963 adjunct-directeur en van 1963 tot 1968 directeur van de dienst industriële investeringen van de Bank van Brussel en van 1974 tot 1981 beheerder van de Société de Transports intercommunaux de Bruxelles.
Persoons werd aanvankelijk politiek actief voor de PSC en werd voor deze partij in 1968 verkozen in de Kamer van volksvertegenwoordigers voor het arrondissement Brussel, waar hij bleef zetelen tot aan zijn dood in 1981. In 1971 stapte hij echter over naar het FDF. Van 1970 tot 1981 was hij ook gemeenteraadslid van Sint-Pieters-Woluwe, waar hij van 1971 tot aan zijn overlijden burgemeester was.
Hij volgde bovendien een ministeriële loopbaan: van 1977 tot 1979 was hij staatssecretaris van Franse Cultuur in de Regering-Tindemans IV en de Regering-Vanden Boeynants II en van 1979 tot 1980 was hij staatssecretaris van Franstalige Gemeenschapszaken in de Regering-Martens I.
Zijn dochter Caroline Persoons werd ook politiek actief.

## Publicaties
- La crise de l'Etat ou le préalable insttutionel à une politiqsue de progrès économique et social, in: La Revue Nouvelle, 1960.
- Le problème du statut de la capitale. Seul un front commun avec la Wallonie peut assurer l'avenir de Bruxelles, in: Le Monde, 24 januari 1969.